# 勇士們
《我们曾是战士》（英語：We Were Soldiers），於2002年上映的美國電影，由梅爾·吉勃遜主演。這部電影改編自紀實回憶錄《越戰忠魂》，描述於1965年越戰中發生的德浪河谷戰役。這部回憶錄由當時在德浪河谷採訪的戰地記者喬瑟夫·蓋洛威（Joseph L. Galloway）與美國陸軍三星中將哈爾·穆爾（Hal Moore）花10年時間寫成。

## 故事
1965年11月14日清晨10點48分，美軍395名士兵首次利用美國的直昇機空中機動任務，空降至越南中央高地德浪河谷的越共軍陣營之中。起初哈爾·穆爾中校（梅爾·吉勃遜飾）詢問上司敵方兵力，對方由於輕敵以及缺乏情報的狀態下給予錯誤的情報，直到登陸後才發現他們被為數4000名、由北越中校阮友安指揮的越南人民軍陸軍精銳地面部隊包圍，而該部隊已在10多年前奠邊府戰役中同樣於中央高地殲滅法軍。身為第七騎兵團第一營營長的穆爾中校，帶領著他的弟兄面對這場這場充滿劣勢的戰爭，他們以無比的勇氣、以生命之中最漫長的三天堅守陣營。一位隨軍記者喬瑟夫·蓋洛威（巴里·佩珀飾）眼看著美軍弟兄一個個倒下，最後他只好拿起槍桿加入戰鬥行列。最終第三天早上，穆爾中校率領剩下的兵力發動突襲，將敵人打得節節敗退，最終獲勝。這場戰役中，有234名美軍和上千名越共軍戰死在槍林彈雨中。
|  | 「我不能保證我能夠帶你們所有人活著回家，但我發誓：我將是第一個踏上敵陣、也是最後一個離開的人，不會留下任何人。不論是生、是死，我都會將每一個人帶回家。」——穆哈爾 （"I can't promise you that I will bring you all home alive, but this I swear : I will be the first one to set foot on the field, and I will be the last to step off. And I will leave no one behind. Dead, or alive, we all come home together."）。 |

此电影与史实有出入：实际上美军出戰人數450人，電影描述395人、伤亡234人。

## 演員
美國陸軍
- 梅爾·吉勃遜飾：哈爾·穆爾中校（Lt. Col. Hal Moore），營長。第一位踏上戰場並最後一位離開戰場的美軍軍官
- 山姆·艾略特飾：巴茲爾·普洛姆利（英语：Basil L. Plumley）／龐士官長（Sgt. Maj. Basil L. Plumley），營士官長
- 格雷戈·金尼爾飾：布魯斯·「蛇屎」·克蘭德爾（英语：Bruce P. Crandall）／柯鐸少校（Maj. Bruce "Snakeshit" Crandall），直昇機駕駛員
- 馬克·麥克拉肯（英语：Mark McCracken）飾：艾德·「超高」·弗里曼（英语：Ed Freeman）上尉，直昇機駕駛員
- 克里斯·克萊因飾：傑克·喬希根（英语：John Geoghegan）少尉，C連2排排長，在支援B連行動中陣亡
- 萊恩·赫斯特（英语：Ryan Hurst）飾：厄尼·沙維奇中士（Sgt. Ernie Savage），B連2排3班班長、全排輩圍困時代理排長，在支援不足情況下撐過共軍夜襲，最後被成功營救，並於戰後離開戰場
- 馬克·布魯卡斯飾：亨利·海烈克少尉（2nd Lt Henry Herrick），B連2排排長，第一波攻擊中陣亡
- 吉素·加西亞（英语：Jsu Garcia）飾：托尼·奈德上尉（Cpt. Tony Nadal），A連連長
- 狄倫·華許飾：羅伯特·艾德華上尉（Cpt. Robert Edwards），C連連長
- 喬·漢姆飾：麥特·狄龍上尉（Cpt. Matt Dillon），營部作戰官
- 克拉克·奎格飾：湯姆·梅特斯克爾上尉（Cpt. Tom Metsker），營部情報官
- 布雷克·海倫（英语：Blake Heron）飾：蓋倫·邦格四級專業士官（Sp4. Galen Bungum）
- 戴斯蒙·赫林頓飾：比爾·貝克四級專業士官（Sp4. Bill Beck）
- 布萊恩·狄（英语：Brian Tee）飾：吉米·中山上等兵（Pfc. Jimmy Nakayama），15日，被美國海軍航空母艦艦載機誤擊而嚴重燒傷，17日陣亡[1]。

美國空軍
- 羅伯特·巴格奈爾（英语：Robert Bagnell）飾：查理·黑斯廷斯中尉（1st Lt. Charlie Hastings），前進空中管制官

越南人民軍陸軍
- 丹·楊（英语：Don Duong (actor)）飾：阮友安中校（Nguyễn Hữu An），北越第33團團長

軍外人士
- 巴里·佩珀飾：喬·蓋洛威，合眾社戰地記者
- 麥德琳·史道威飾：茱莉亞·康普頓·穆爾（英语：Julia Compton Moore），穆爾中校夫人
- 凱莉·羅素飾：芭芭拉·喬希根（Barbara Geoghegan），喬希根少尉夫人
- 路克·班渥德飾：大衛·穆爾（David Moore），穆爾中校之子
- 泰勒·摩森飾：茱莉·穆爾（Julie Moore），穆爾中校之女
- 戴文·沃克海瑟飾：史蒂夫·穆爾（Steve Moore），穆爾中校之子

## 相關
- 每次陣亡的士兵，由一名中年出租车司機負責將訊息告訴其家人。
- 穆哈爾中校在電影中說：「我永远都不会原谅自己，因為我的戰士死了，而我却活着。」（I never forgive myself, because my man died, but I didn't.）
- 北越軍指揮官阮友安中校在片尾說：「他们以為獲得勝利，其實卻將帶來更多的屠殺。」（They will think this was their victory, so this will become an American war, and the end will become the same.）
- 當初米路·吉遜表示，看過劇本後久久無法忘懷，決定飾演穆哈爾中校。在參與演出之前，他還接受了嚴格的軍事訓練。